# Ахинтам
Ахи́нтам (адыг. Ахынтам) — курортный микрорайон в Лазаревском районе «города-курорта Сочи» в Краснодарском крае.

## География

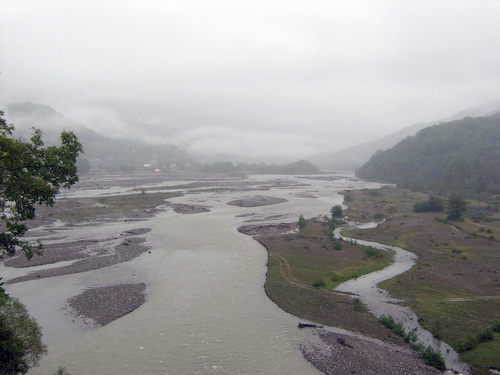
Вид на Шахе и аул Ахинтам в пасмурную погоду

Находится на правом берегу реки Шахе, выше микрорайона (посёлка) Головинка. Расположен в 23 км к юго-востоку от районного центра — Лазаревское, в 32 км к северу от Центрального Сочи и в 160 км к югу от города Краснодар. Расстояние от аула до морского побережья составляет 7 км. 
Граничит с землями населённых пунктов: Большой Кичмай на северо-востоке, Малый Кичмай на юго-востоке, Шахе и Головинка на северо-западе. Через аул проходит автодорога «03К-446». 
Микрорайон расположен в горной зоне, на южном склоне Главного Кавказского хребта. Средние высоты на территории селения составляют 125 метров над уровнем моря. Абсолютные высоты достигают 700 метров над уровнем моря. К западу от аула расположено крупное урочище Ахинтам. В окрестностях разбиты чайные плантации, считающиеся самыми северными в мире. 
Гидрографическая сеть представлена в основном рекой Шахе. В пределах микрорайона в Шахе впадают несколько мелких речек. Местность также богата родниками. Через Ахинтам проходит туристическая дорога ведущая в урочище «33 водопада», в верховьях реки Шахе.
Климат влажный субтропический. Среднегодовая температура воздуха составляет около +13,7°С, со средними температурами июля около +24,3°С и средними температурами января около +6,2°С. Среднегодовое количество осадков составляет около 1450 мм. Основная часть осадков выпадает зимний период. 

## Этимология
Название «Ахинтам» сочетает в себе имя древнего адыгского божества Ахина и слова «там», что в переводе означает — «роща» или «стоянка». Иначе говоря, Ахинтам в переводе с адыгейского языка означает —«Роща Ахина». 
Ахин (адыг. Ахын) — древнее божество у адыгов. Больше всего его чтили причерноморские адыги — натухайцы, шапсуги, хегайки, убыхи и джигеты. Имя божества лежит также в адыгском названии Чёрного моря — «Ахын», а также в названии горы Ахун (или Ахын). 

## История

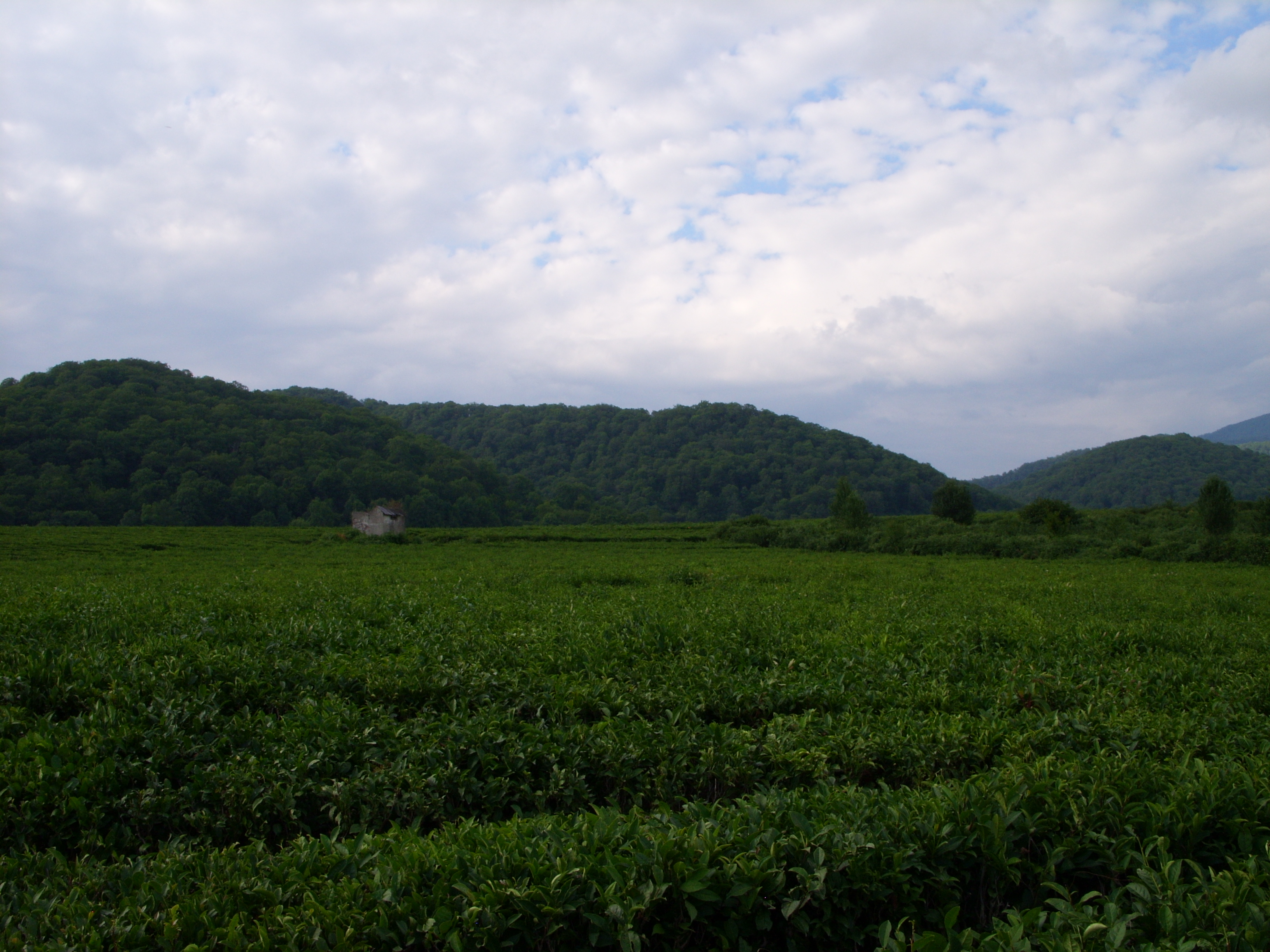
Чайная плантация в окрестностях аула

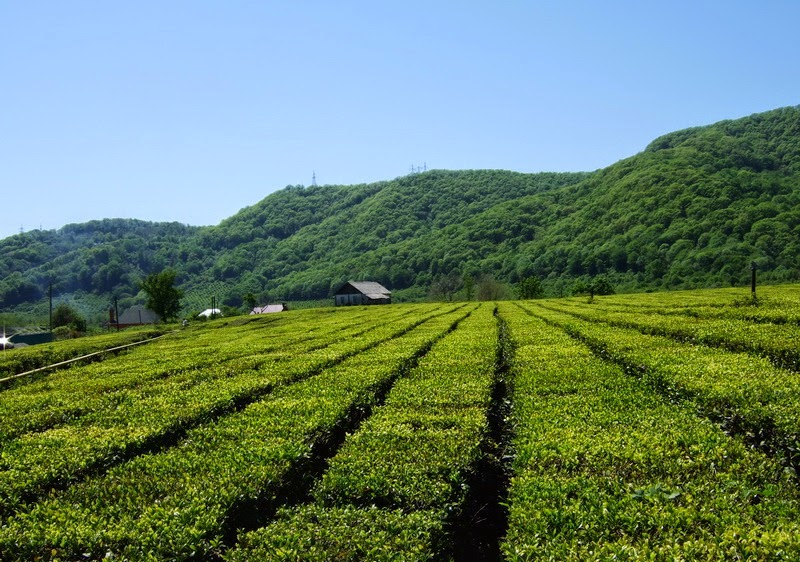
Чайная плантация у окраины аула

Сведений об ауле Ахинтам в период Кавказской войны сохранилось крайне мало. На одной из карт 1838 года, на месте современного аула Ахинтам было обозначено селение Адгебзе (в переводе с убыхского языка — «река адыгов»). Однако на карте английского агента Джеймса Белла составленного в 1840 году и на французских картах Кавказа опубликованных в середине XIX века, это поселение не было уже нигде обозначено. 
В 1864 году при завершении Кавказской войны, практически всё местное население в ходе масштабного мухаджирства было выселено в Османскую империю.
В конце XIX века русские войска перестали преследовать черкесов продолжавших скрываться в горах, и разрешили им осесть в предгорной зоне. Так заброшенный аул вновь был заселён горцами. 
До 1924 года аул Ахинтам входил в состав Туапсинского района Черноморского округа Кубано-Черноморской области. Затем аул передан в состав Шапсугского национального района, куда были включены аулы Черноморского побережья с преобладающим адыгским населением. 
В 1945 году Шапсугский район потерял статус национального административного образования и был переименован в Лазаревский район. 
10 февраля 1961 года Лазаревский район упразднён и включён в состав Большого Сочи. В том же году аулу Ахинтам был присвоен статус микрорайона и выделен из состава Кичмайского сельского округа. 
На 1991 год в микрорайоне проживало 256 человек. На сегодняшний день Ахинтам населён в основном этническими шапсугами и иногда считается частью аула Большой Кичмай. 

## Экономика
Основу экономики аула составляют туризм и сельское хозяйство. В окрестностях аула разбиты несколько гектаров чайных плантаций. Здешние чайные плантации считаются самыми северными в мире. Сбором и производством чая занимаются два чайных предприятия — «Шапсугский чай» и «Краснодарский чай». Кроме чая, важной продукцией продажи для аула являются различные сорта горного мёда.  

## Улицы
В ауле всего две улицы — Ахинтам и Ачмизова. 